# Benjamin Dolić
Benjamin Dolić, poklicno znan kot Ben Dolic, slovenski pevec, * 4. maj 1997.

## Kariera
Prihaja iz Velike Kladuše. Benjamin je bil pri 12 letih tekmovalec v oddaji Slovenija ima talent, v kateri je prišel do polfinala. Nato je začel tekmovati na številnih festivalih za otroke. V srednji šoli je postal del skupine D Base, s katero so nastopili na Emi 2016.
Leta 2018 se je Dolić udeležil avdicije za osmo sezono nemške različice The Voice, kjer je zasedel končno drugo mesto.
27. februarja 2020 je nemška televizijska postaja ARD objavila, da je bil Benjamin interno izbran za predstavnika Nemčije na tekmovanju za Pesem Evrovizije 2020 v Rotterdamu na Nizozemskem s pesmijo »Violent Thing«. Vendar je bilo tekmovanje 18. marca 2020 odpovedano zaradi izbruha koronavirusne bolezni. Za naslednje leto pa je Nemčija za svojega predstavnika izbrala pevca Jendrika.

## Diskografija

### Pesmi
| Naslov                     | Leto | Album / EP |
| -------------------------- | ---- | ---------- |
| »Violent Thing«            | 2020 | —          |
| »Stuck in My Mind«         | 2021 | —          |
| »Kissing Her, Missing You« | 2022 | —          |
| »Breakaway«                | 2022 | —          |
| »Come By«                  | 2022 | —          |
| »Headspace«                | 2023 | —          |
| »How I'm Feeling«          | 2023 | —          |
| »Alright«                  | 2024 | —          |